# مصر في الألعاب البارالمبية الصيفية 1984
شاركت مصر في الألعاب البارالمبية الصيفية 1984 في ستك مندويل بالمملكة المتحدة، و نيو يورك بالولايات المتحدة، بوفد رياضي قوامه 28 تحصل على 7 ميداليات.

## مقالات ذات صلة
- مصر في الألعاب الأولمبية الصيفية 1984